# Юшків Ріг (річка)
Юшків Ріг — історична річка в Україні, у Таращанському й Ставищенському районі Київської області. Ліва притока Цицилії (басейн Південного Бугу).

## Опис
Довжина річки приблизно 8,5 км.

## Розташування
Бере початок у селі Юшків Ріг. Тече переважно на південний захід і у Журавлисі впадає у річку Цицилію, ліву притоку Гнилого Тікичу.

## Цікавий факт
Від річки залишилося лише 0,5 км річища та 7 загат.